# KSR-5

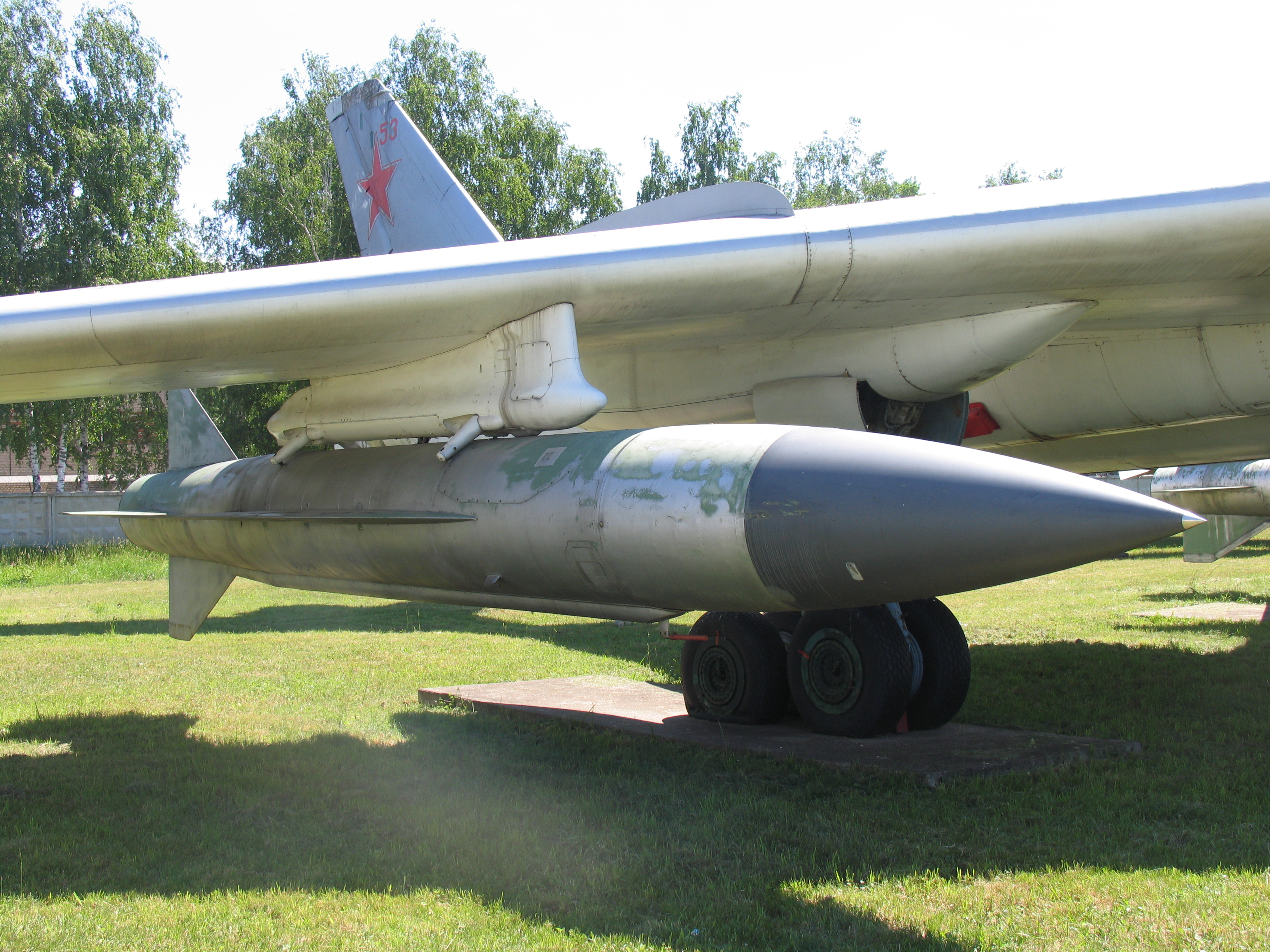
Tu-16 s KSR-5 pod křídlem

Raduga KSR-5 (další označení Ch-26, v kódu NATO: AS-6 Kingfish) byla střela s plochou dráhou letu typu vzduch-země dlouhého dosahu a protilodní střela vyvinutá v SSSR. Jednalo se v podstatě o zmenšenou verzi střely Ch-22 (AS-4 Kitchen), aby ji pobral i letoun Tu-16 s menší nosností.
KSR-5 tvořila výzbroj sovětských letounů Tupolev Tu-16 „Badger“ ve variantách Tu-16K-26, Tu-16KSR-2-5 a Tu-16KSR-2-5-11 a Tu-22M Backfire. Po roce 1991, kdy začalo vyřazování strojů Tu-16 Badger, byly zbylé KSR-5 přestavěny na nadzvukové cíle.

## Varianty
- KSR-5 (Ch-26): Standardní varianta s inerciální navigací, aktivním radarovým naváděním při konečném přiblížení a konvenční 900 kg průbojnou hlavicí. Dosah 350 km.
- KSR-5N (Ch-26N): Verze s jadernou hlavicí o síle 350 kT. Dosah 700 km.
- KSR-5P (Ch-26P): Verze z roku 1979 s pasivním radarovým vyhledávačem VSP-K.
- KSR-5M (Ch-26M): Vylepšená verze z roku 1976 pro použití v malých výškách. S novou vyhledávací hlavou a vylepšeným motorem S5.33A. Dosah 400 km.
- KSR-5MP (Ch-26MP): Vylepšená verze KSR-5P.
- KSR-5MW: Vyvinuta z rakety KSR-5. Cílová střela (cílový dron) k výcviku protiletadlových jednotek.
- KSR-5NM: Vyvinuto z rakety KSR-5M. Cílové střely k výcviku protiletadlových jednotek.